# Jede Menge Kohle
Jede Menge Kohle är en tysk komedifilm från 1981 i regi av Adolf Winkelmann.

## Utmärkelser
Filmen vann Tyska filmpriset för bästa film 1981.

## Rollista i urval
- Detlev Quandt - Katlewski
- Uli Heucke - Ulli
- Hermann Lause - Hermann Grueten
- Martin Lüttge - Lewandowsky
- Tana Schanzara - Ilse Grueten